# 史敬奉
史敬奉（?—?），灵武（今宁夏灵武）人。
早年為灵武（今宁夏灵武西北）牙将。表面上看起来弱不禁風，可是善騎馬驰骋，无不驯服。元和十四年十月，吐蕃節度使論三摩、宰相尚塔藏、中書令尚綺心兒率軍十五萬，圍攻鹽州（今陝西定邊）城下，黨項亦出兵相助，刺史李文悅力守鹽州城二十七日。這時敬奉請求朔方節度使杜叔良給兵三千人，帶三十日乾糧，以奇計繞敵後方，至瓠蘆河，大破吐蕃，殺傷不可計數，獲馬牛雜畜迨萬數。賜實封五十戶。與鳳翔將野詩良輔、涇原將郝玼齊名塞上，威震吐蕃。

## 延伸阅读
[在维基数据编辑]
 《舊唐書/卷152》，出自刘昫《舊唐書》